# Marlos Moreno
Marlos Moreno Durán (Medellín, Antioquia, Colombia, 20 de septiembre de 1996) Juega como Delantero en Atlético Nacional de la Categoría Primera A de colombia.

## Trayectoria

### Atlético Nacional
De la escuela de Leonel Álvarez y por recomendación de Eladio Tamayo, quien también descubrió a Edwin Cardona y a otros talentos, Marlos Moreno llegó a Atlético Nacional a los 14 años. Allí empezó su transformación, jugó varios años en la posición de centro delantero, pero el profesor Juan Carlos Osorio al ver su velocidad y forma de juego lo ubicó como extremo, posición en la que actualmente juega.
Debutó como profesional jugando con Atlético Nacional ante Águilas Doradas y Jaguares de Córdoba, sus primeros minutos como profesional en la Copa Colombia y en Pasto por Liga, el 15 de octubre de 2014 fue titular en la caída 2-1 ante Deportivo Pasto, en un equipo lleno de juveniles por los compromisos internacionales de su club Atlético Nacional.
El 10 de septiembre de 2015, jugó su primer partido como titular del año en la fecha 11 de la Liga Águila, partido disputado en la ciudad de Medellín entre Atlético Nacional y el Deportivo Cali, en este partido Nacional ganó 3-0 y Marlos marcó su primer gol como profesional. 
El 17 de octubre de 2015 marcó su primer doblete como profesional en el partido correspondiente a la fecha 16 de la Liga Águila en la ciudad de Barranquilla frente al Junior partido en el cual Atlético Nacional ganó 0-4.
El 5 de diciembre marcó su cuarto gol como profesional en el partido de vuelta de los cuartos de final de la Liga realizado en el estadio Atanasio Girardot contra el Deportivo Cali, Marlos Moreno sentenció el paso de Atlético Nacional a las semifinales. El 20 de diciembre se celebró la Final de la Liga en la ciudad de Medellín entre el Nacional y Junior, Moreno fue titular y a los 30 segundos de juego marcó su quinto gol como profesional y su primer gol en una final, siendo este el más rápido en la historia del club y también en la historia de las finales de la liga. Con este gol Atlético Nacional empató la serie, tras haber perdido 2-1 en el juego de ida realizado en Barranquilla. Este día Marlos y su club Atlético Nacional se coronaron campeones de la Liga en definición desde el punto penal, primer título en su palmarés.
El miércoles 27 de enero se jugó el partido de vuelta de la SuperLiga Águila entre Atlético Nacional y el Deportivo Cali. El juego de ida, en Cali, el Atlético Nacional logró ganarlo 2-0 en un partido donde Marlos no fue convocado. En el partido de vuelta en la ciudad de Medellín Marlos Moreno fue a la banca, ingresó al minuto 71 por Macnelly Torres y ganaron 3-0 para así obtener el título con un global de 5-0; este fue el segundo título en la carrera de Marlos Moreno.
Empezó el torneo siendo titular en la primera fecha contra Alianza Petrolera, jugó 74 minutos y emocionó a todos los espectadores haciendo una bicicleta.
El 27 de febrero fue suplente en el partido jugado en la ciudad de Manizales correspondiente a la fecha 7, Marlos ingresó al minuto 73 en reemplazo de Andrés Ibargüen, Este partido finalizó con un marcador de 3-0 a favor del Atlético Nacional, Reinaldo Rueda, Director Técnico de su club decidió poner para este partido un equipo mixto para darle descanso al equipo que había jugado días antes contra Huracán de Argentina por Copa Libertadores.
El 23 de febrero, Marlos hizo su debut oficial en la Copa Libertadores 2016, jugando los 90 minutos contra Huracán de Argentina, en un partido realizado en el estadio Tomás Adolfo Ducó. Este fue un debut soñado para él, dado que marcó el primer gol y asistió a su compañero Orlando Berrío para el segundo gol que sentenció la victoria del Atlético Nacional 0-2 como visitante, convirtiéndose en la figura del partido.
El 1 de marzo, Marlos Moreno fue titular en el partido entre Atlético Nacional y Sporting Cristal de Perú, este partido se realizó en el Estadio Atanasio Girardot, en este partido Marlos se llevó el premio al mejor jugador del partido, al minuto 33 asistió a su compañero Jonathan Copete para anotar el 2-0 del partido y al minuto 73 Marcó su segundo gol en la competencia y cerró el marcador final del partido 3-0.
El 8 de marzo, Moreno de nuevo fue titular en el partido de su club contra él Peñarol de Uruguay, Partido correspondiente a la fecha 3 del grupo 4, realizado en el Estadio Atanasio Girardot, en esta oportunidad, su club ganó 2-0, Marlos Moreno anotó al minuto 61 el segundo tanto del partido, tercero en el torneo en su cuenta personal y por tercera ocasión consecutiva se llevó el premio al mejor jugador del partido.
El 15 de marzo, Marlos Moreno fue titular en el partido de vuelta contra el Peñarol de Uruguay, al minuto 58 fue sustituido por su compañero Macnelly Torres, Su club ganó 4-0 en Montevideo y se aseguraron el paso a octavos de final a falta de 2 partidos.
El 27 de julio de 2016 se consagró campeón de la Copa Libertadores de América en un global de 2 a 1 frente a Independiente del Valle de Ecuador, logrando así su primer título internacional.

### Manchester City
El 6 de agosto se confirma su compra por el equipo inglés Manchester City por 5 millones de euros, aunque posteriormente el jugador sería cedido al Deportivo La Coruña puesto que es una de las tantas inversiones a futuro que realiza el club inglés. Debutaría el 11 de septiembre jugando 22 minutos en la derrota de su equipo por la mínima frente al Athletic Club por la fecha de la Liga. Su primer partido de titular sería el 19 de septiembre jugando 70 minutos en el empate sin goles frente a Deportivo Alavés.
Tras la primera temporada de cesión, el Deportivo La Coruña decidió no contar con el jugador durante el segundo año de cesión, y volvió al Manchester City.
El 19 de julio de 2017 es confirmada su cesión por un año al Girona recién ascendido a la Primera División de España. Debutó el 23 de septiembre en la derrota 3 a 0 contra el Barcelona entrando en el segundo tiempo. En Girona no consiguió continuidad y solo jugó cuatro partidos, dos entrando desde la suplencia.

### Flamengo
El 16 de enero de 2018 se confirmó su regreso a Sudamérica para defender la camiseta de Flamengo en calidad de cedido por todo el año. Debutó el 27 de enero en el empate a cero goles frente al Vasco da Gama jugando los últimos 26 minutos. Su primer gol lo marca el 27 de octubre para darle el empate al club frente al Palmeiras y continuar peleando el título, marca después de más de dos años de sequía.

### Santos Laguna
El 31 de enero de 2019 fue presentado como nuevo jugador del Santos Laguna de la Primera División de México. Debuta el 2 de febrero en la derrota 2-1 en su visita a los Tigres UANL ingresando en el segundo tiempo.

### Portimonense
El 31 de julio de 2019 fue confirmado como refuerzo del Portimonense de la Primeira Liga de Portugal. Debutó el 9 de agosto en el empate a cero goles frente a Belenenses SAD.

### Bélgica
El 11 de agosto se confirmó su cesión al Lommel de la Segunda División de Bélgica. Debutó el 27 de septiembre en la derrota 1-2 como locales ante KMSK Deinze ingresando en el segundo tiempo. El 11 de octubre marcó su primer gol abriendo la victoria 3 por 2 como locales ante el KVV Zelzate en la Copa de Bélgica. La temporada siguiente fue prestado al Kortrijk.

## Selección nacional

### Categoría menores
El 10 de abril de 2013 debutó con la selección de Colombia sub-17 en el Sudamericano Sub-17 realizado en Argentina, ingresando al minuto 63,  marcando el descuento para la selección de Colombia en el minuto 85, cerrando el marcador 3-2 a favor de los argentinos.

#### Participaciones enSudamericano Sub-17
| Sudamericano Sub-17      | Sede      | Resultado    | PJ | GA |
| ------------------------ | --------- | ------------ | -- | -- |
| Sudamericano Sub-17 2013 | Argentina | Primera Fase | 4  | 1  |

### Selección absoluta
Con tan solo 19 años, el 11 de febrero de 2016 fue convocado por el director técnico José Pékerman al microciclo de preparación de la Selección Colombia que se realizó en la ciudad de Bogotá, del 14 al 18 de febrero, previo a las jornadas 5 y 6 de las Eliminatorias Sudamericanas a la Copa Mundial de la FIFA de Rusia 2018, frente a Bolivia y Ecuador.
El 10 de marzo de 2016 recibió su primera llamada a la selección colombiana para las fechas 5 y 6 de las Eliminatorias Sudamericanas contra las selecciones de Bolivia y Ecuador. El 24 de marzo entró en los últimos minutos frente a Bolivia por las eliminatorias al Mundial, haciendo la asistencia de la victoria a Edwin Cardona, ganando 2-3 por la fecha 6 de la eliminatoria.
Su primer gol con la selección lo marcó el 11 de junio por la tercera fecha de la Copa América Centenario 2016 en la que la tricolor perdería 2-3 frente a Costa Rica.

#### Participaciones enEliminatorias al Mundial
| Eliminatoria                        | Sede del Mundial | Posición      | Resultado   | PJ | GA | Asis |
| ----------------------------------- | ---------------- | ------------- | ----------- | -- | -- | ---- |
| Eliminatorias Mundial de Rusia 2018 | Rusia            | 4°lugar 27pts | Clasificado | 3  | 0  | 1    |

#### Participaciones enCopas América
| Torneo                  | Sede           | Resultado    | PJ | GA | Asis |
| ----------------------- | -------------- | ------------ | -- | -- | ---- |
| Copa América Centenario | Estados Unidos | Tercer lugar | 4  | 1  | 0    |

#### Goles internacionales
| # | Fecha               | Lugar                                       | Rival      | Gol | Resultado | Competición             |
| - | ------------------- | ------------------------------------------- | ---------- | --- | --------- | ----------------------- |
| 1 | 11 de junio de 2016 | Estadio NRG, Houston, Texas, Estados Unidos | Costa Rica | 2-3 | 2-3       | Copa América Centenario |

## Estadísticas
| Club                                                        | Temporada     | Div.          | Liga  | Liga  | Copas nacionales(1) | Copas nacionales(1) | Copas internacionales(2) | Copas internacionales(2) | Total | Total | Media goleadora(3) |
| Club                                                        | Temporada     | Div.          | Part. | Goles | Part.               | Goles               | Part.                    | Goles                    | Part. | Goles | Media goleadora(3) |
| ----------------------------------------------------------- | ------------- | ------------- | ----- | ----- | ------------------- | ------------------- | ------------------------ | ------------------------ | ----- | ----- | ------------------ |
| Atlético Nacional · Colombia                                | 2014          | 1.ª           | 1     | 0     | 2                   | 0                   | –                        | –                        | 3     | 0     | 0                  |
| Atlético Nacional · Colombia                                | 2015          | 1.ª           | 17    | 5     | –                   | –                   | –                        | –                        | 17    | 5     | 0.29               |
| Atlético Nacional · Colombia                                | 2016          | 1.ª           | 10    | 0     | –                   | –                   | 13                       | 3                        | 23    | 3     | 0.13               |
| Atlético Nacional · Colombia                                | Total club    | Total club    | 28    | 5     | 2                   | 0                   | 13                       | 3                        | 43    | 8     | 0.19               |
| R. C. Deportivo La Coruña · España                          | 2016-17       | 1.ª           | 19    | 0     | 4                   | 0                   | –                        | –                        | 23    | 0     | 0                  |
| R. C. Deportivo La Coruña · España                          | Total club    | Total club    | 19    | 0     | 4                   | 0                   | –                        | –                        | 23    | 0     | 0                  |
| Girona F. C. · España                                       | 2017-18       | 1.ª           | 2     | 0     | 2                   | 0                   | –                        | –                        | 4     | 0     | 0                  |
| Girona F. C. · España                                       | Total club    | Total club    | 2     | 0     | 2                   | 0                   | –                        | –                        | 4     | 0     | 0                  |
| C. R. Flamengo · Brasil                                     | 2018          | 1.ª           | 23    | 1     | 5                   | 0                   | 5                        | 0                        | 33    | 1     | 0.03               |
| C. R. Flamengo · Brasil                                     | Total club    | Total club    | 23    | 1     | 5                   | 0                   | 5                        | 0                        | 33    | 1     | 0.03               |
| Santos Laguna · México                                      | 2019          | 1.ª           | 11    | 1     | -                   | -                   | 6                        | 2                        | 17    | 3     | 0.18               |
| Santos Laguna · México                                      | Total club    | Total club    | 11    | 1     | 0                   | 0                   | 6                        | 2                        | 17    | 3     | 0.18               |
| Portimonense S. C. Portugal                                 | 2019-20       | 1.ª           | 16    | 0     | 3                   | 0                   | –                        | –                        | 19    | 0     | 0                  |
| Portimonense S. C. Portugal                                 | Total club    | Total club    | 16    | 0     | 3                   | 0                   | –                        | –                        | 19    | 0     | 0                  |
| Lommel Sportkring · Bélgica                                 | 2020-21       | 2.ª           | 23    | 5     | 2                   | 1                   | –                        | –                        | 25    | 6     | 0.16               |
| Lommel Sportkring · Bélgica                                 | Total club    | Total club    | 23    | 5     | 2                   | 1                   | –                        | –                        | 25    | 6     | 0.16               |
| K. V. Kortrijk · Bélgica                                    | 2021-22       | 1.ª           | 32    | 2     | 2                   | 0                   | –                        | –                        | 34    | 2     | 0.06               |
| K. V. Kortrijk · Bélgica                                    | Total club    | Total club    | 32    | 2     | 2                   | 0                   | –                        | –                        | 34    | 2     | 0.06               |
| Troyes Francia                                              | 2022-23       | 1.ª           | 2     | 0     | 1                   | 0                   | –                        | –                        | 3     | 0     | 0                  |
| Troyes Francia                                              | Total club    | Total club    | 2     | 0     | 1                   | 0                   | –                        | –                        | 3     | 0     | 0                  |
| Konyaspor Turquía                                           | 2022-23       | 1.ª           | 12    | 1     | –                   | –                   | –                        | –                        | 12    | 1     | 0.08               |
| Konyaspor Turquía                                           | 2023-24       | 1.ª           | 29    | 2     | 2                   | 0                   | –                        | –                        | 31    | 2     | 0.08               |
| Konyaspor Turquía                                           | Total club    | Total club    | 41    | 3     | 2                   | 0                   | –                        | –                        | 43    | 3     | 0.08               |
| Total carrera                                               | Total carrera | Total carrera | 197   | 17    | 23                  | 1                   | 24                       | 5                        | 244   | 23    | 0.09               |
| Incluye datos de Copa Libertadores de América (2016, 2018). |               |               |       |       |                     |                     |                          |                          |       |       |                    |

## Palmarés

### Campeonatos regionales
| Título         | Club           | Sede           | Año  |
| -------------- | -------------- | -------------- | ---- |
| Taça Guanabara | C. R. Flamengo | Río de Janeiro | 2018 |

### Torneos nacionales
| Título                | Club              | País     | Año     |
| --------------------- | ----------------- | -------- | ------- |
| Categoría Primera A   | Atlético Nacional | Colombia | 2015-II |
| Superliga de Colombia | Atlético Nacional | Colombia | 2016    |

### Torneos internacionales
| Título            | Club              | Sede     | Año  |
| ----------------- | ----------------- | -------- | ---- |
| Copa Libertadores | Atlético Nacional | Medellín | 2016 |

### Distinciones individuales
| Título                                         | Año  |
| ---------------------------------------------- | ---- |
| Parte del Equipo Ideal de la Copa Libertadores | 2016 |